# ابن جزي الكلبي
محمد بن أحمد بن عبد الله بن يحيى بن يوسف بن عبد الرحمن بن جُزَي الكلبي الغرناطي (ولد يوم التاسع من ربيع الثاني عام 693 هـ الموافق 15 مارس عام 1294 م في مدينة غرناطة عاصمة الأندلس آنذاك، وقُتل في معركة طريف الشهيرة التي دارت رحاها في الأندلس بداية شهر جمادى الأولى من عام 741 للهجرة، الموافق أواخر أكتوبر عام 1340 للميلاد) هو مؤلّف وشاعر وخطيب ومؤرّخ وفقيه إسلامي عاش في نهاية القرن السابع الهجري وبداية الذي تلاه في بلاد الأندلس التي كانت تعيش وقتها فترة نزاعٍ شرس بين المسلمين والمسيحيين على السيادة في أراضيها، وقد كان خطيباً لجامع غرناطة الأعظم.
كان كاتباً لأبي الحجاج يوسف النصري. كان من أهل غرناطة. من كتبه كتاب تاريخ غرناطة وأهل الخير وله تفسير للقرآن سمي بالتسهيل في علوم التنزيل. إلا أن معظم الباحثين يرجعون هذا الكتاب لأبيه أبو القاسم بن جزي(1). اشتهر بشعر المدح والتشكي(2). كان له ثلاثة أبناء هم أحمد ومحمد وعبد الله، وقد عملوا في نفس مجالات أبيهم.
من مؤلفاته كتاب (القوانين الفقهية) والذي وضع فيه ملخصا للفقه الإسلامي على كافة المذاهب، واتبع في تصنيفه أسلوبا عبقريا غير مسبوق جعله رغم صغر حجمه؛ كتابا قيما وفريدا من نوعه.
أملى ابن بطوطة أخبار رحلته على محمد بن جزي الكلبي بمدينة فاس سنة 756 هـ، وسماها تحفة النظار في غرائب الأمصار وعجائب الأسفار.

## مولده ونسبه
هو محمد بن أحمد بن محمد بن عبد الله بن يحيى بن عبد الرحمٰن بن يوسف ابن جُزي،  اتفق المؤرّخون على انتمائه لقبيلة بني كلب العربية، والتي يعود نسبها لحمير،  ويعود تاريخ اقتطان سلفه بالأندلس نهاية الأول من القرن الهجري الثاني، حين نزل أحد أجداده بمدينة ولبة (ثغر)، التي تقع جنوب غرب إشبيلية أواخر العقد الثالث من القرن الهجري الثاني، وتنقّلت أسرته بين عدة مدن أندلسية في الأجيال السابقة لولادته.
ووُلد يوم التاسع من شهر ربيع الآخر عام 693 هـ الموافق 8 مارس عام 1294 م في مدينة غرناطة عاصمة الأندلس.

## حياته
كان على طريقة مثلى من العكوف على العلم، والاشتغال بالنّظر، والتقييد والتدوين، فقيها حافظا، قائما على التدريس، مشاركا في الفنون من عربية، وأصول، وقراءات، وحديث، وأدب، حافظا للتفسير، مستوعبا للأقوال، جماعة للكتب، ملوكي الخزانة، حسن المجلس، ممتع المحاضرة، صحيح الباطن.

## شيوخه
1. قرأ على الامام أبي جعفر بن الزبير (ت708هـ)، وأخذ عنه العربية والفقه والحديث والقرآن الكريم،
2. أبي عبد الله بن الكماد (ت712هـ) ،
3. الخطيب الفاضل أبا عبد الله بن رُشيْد (ت721) ،
4. أبا المجد بن الأحوص،
5. القاضي أبا عبد الله بن برطال،
6. الاستاذ النظار المتفنن أبا القاسم قاسم بن عبد الله بن الشاط.

## تلاميذه
تخرج به الكثير من العلماء، منه :
1. لسان الدين بن الخطيب (ت776هـ) ،
2. ومحمد بن محمد الأنصاري المعروف بابن الخشاب (ت774هـ) ،
3. وأبو عبد الله الشديد (ت بعد 776هـ) ،

وكذا أولاده الثلاثة، وهم:
1. أبو عبد الله محمد بن محمد الكاتب(ت757هـ) ،
2. وأبو بكر أحمد بن محمد القاضي (ت758هـ) ،
3. وأبو محمد عبد الله بن محمد.

## مؤلفاته
- التسهيل لعلوم التنزيل، (في التفسير).[8]
- المختصر البارع في قراءة نافع.
- أصول القرَّاء الستة غير نافع.
- تصفية القلوب في الوصول إلى حضرة علام الغيوب.
- وسيلة المسلم في تهذيب صحيح مسلم.
- الأنوار السنية في الألفاظ السُنية، (في الحديث الشريف).
- النور المبين في قواعد عقائد الدين.
- تقريب الوصول إلى علم الأصول.
- القوانين الفقهية في تلخيص مذهب المالكية.
- الفوائد العامَّة في لحن العامَّة.

## وفاته

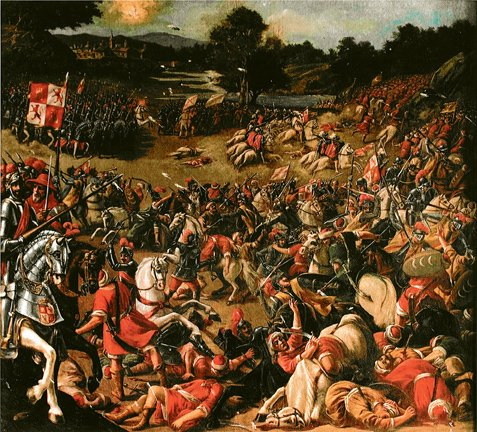
معركة طريف (1340) التي قُتل فيها ابن جزي

في 30 أكتوبر 1340م الموافق 9 جمادى الأولى 741 هجري قُتل ابن جزي الكلبي في معركة طريف التي وقعت جنوب الأندلس بين جيش المسلمين المكوَّن من تحالف المرينيين وبنو نصر الغرناطيين وجيش المسيحيين المكوَّن من تحالف مملكة قشتالة ومملكة البرتغال، وكان ابن جزي مشاركاً مع جيش المسلمين يحثهم على القتال ويشحذ هممهم، لكن عندما انتهت المعركة بهزيمة جيوش المسلمين كان ابن جزي قد فُقِد.